# Baldovce
Baldovce és un poble i municipi d'Eslovàquia. Es troba a la regió de Prešov, al nord del país.

## Història
La primera referència escrita de la vila data del 1272.

## Demografia
| Godina             | 1994 | 2004   | 2014   | 2024    |
| ------------------ | ---- | ------ | ------ | ------- |
| Nombre de persones | 213  | 198    | 182    | 159     |
| Diferència         |      | −7,04% | −8,08% | −12,63% |

| Godina             | 2023 | 2024   |
| ------------------ | ---- | ------ |
| Nombre de persones | 168  | 159    |
| Diferència         |      | −5,35% |